# Ferentino
Ferentino je město v Itálii, v provincii Frosinone, Lazio, leží 65 km jihovýchodně od Říma. Nachází se na horách Monti Ernici ve výšce 400 metrů nad mořem. Žije zde okolo 21 000 obyvatel. Daří se zde hlavně textilu a řemeslným výrobkům, po druhé světové válce Ferentino zažilo průmyslový růst, a to hlavně v oblasti léčiv.
Dochovaly se zde značné pozůstatky starověkého římského opevnění. Římané získali město v roce 364 před naším letopočtem, později (po 195 př. n. l.) město přijalo římský městský stav. Katedrála sv. Jana a Pavla (italsky La concattedrale dei Santi Giovanni e Paolo) byla postavena na místě staršího kostela v letech 1099-1118, interiér byl modernizován v roce 1693, ale byl obnoven do původní podoby v roce 1902. Gotický kostel Santa Maria Maggiore v dolní části města pochází ze 13. až 14. století.

## Sousední obce
Acuto, Alatri, Anagni, Fiuggi, Frosinone, Fumone, Morolo, Sgurgola, Supino, Trivigliano

## Vývoj počtu obyvatel
Zdroj: 

## Památky
- Velká část tzv. kyklopských hradeb se dvěma branami ze 4. století př. n. l. a s dalšími z římské doby
- Základy akropole ze 2. stol. př. n. l.
- Na nich stojí dóm S. Giovanni e Paolo (svatých Jana a Pavla) z doby kolem 1100, jen zčásti barokizovaný v 17. stol.
- Kostel S. Maria Maggiore z doby kolem 1150 je nejstarší cisterciácká stavba v Itálii

### Galerie

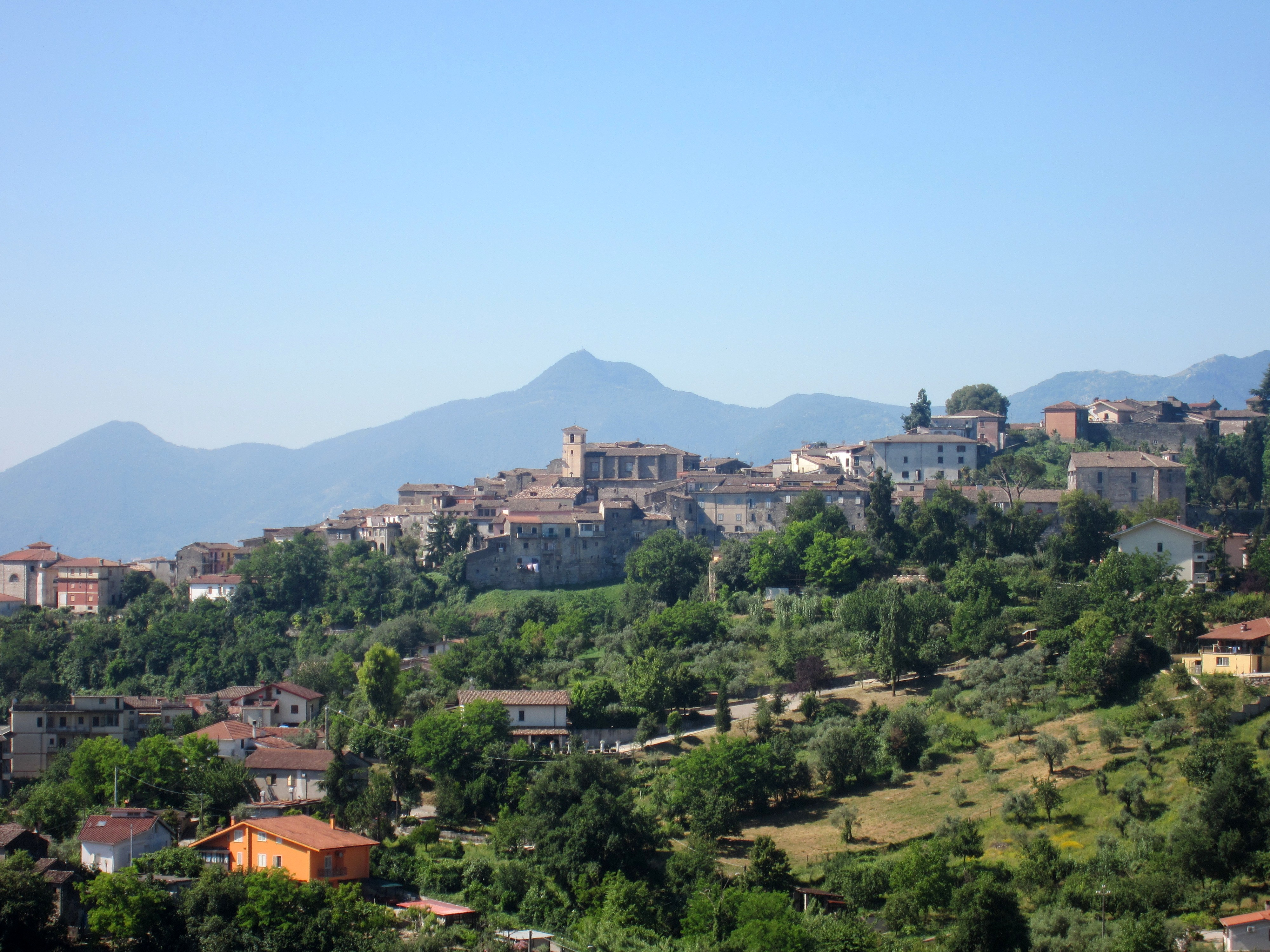
Pohled k severu
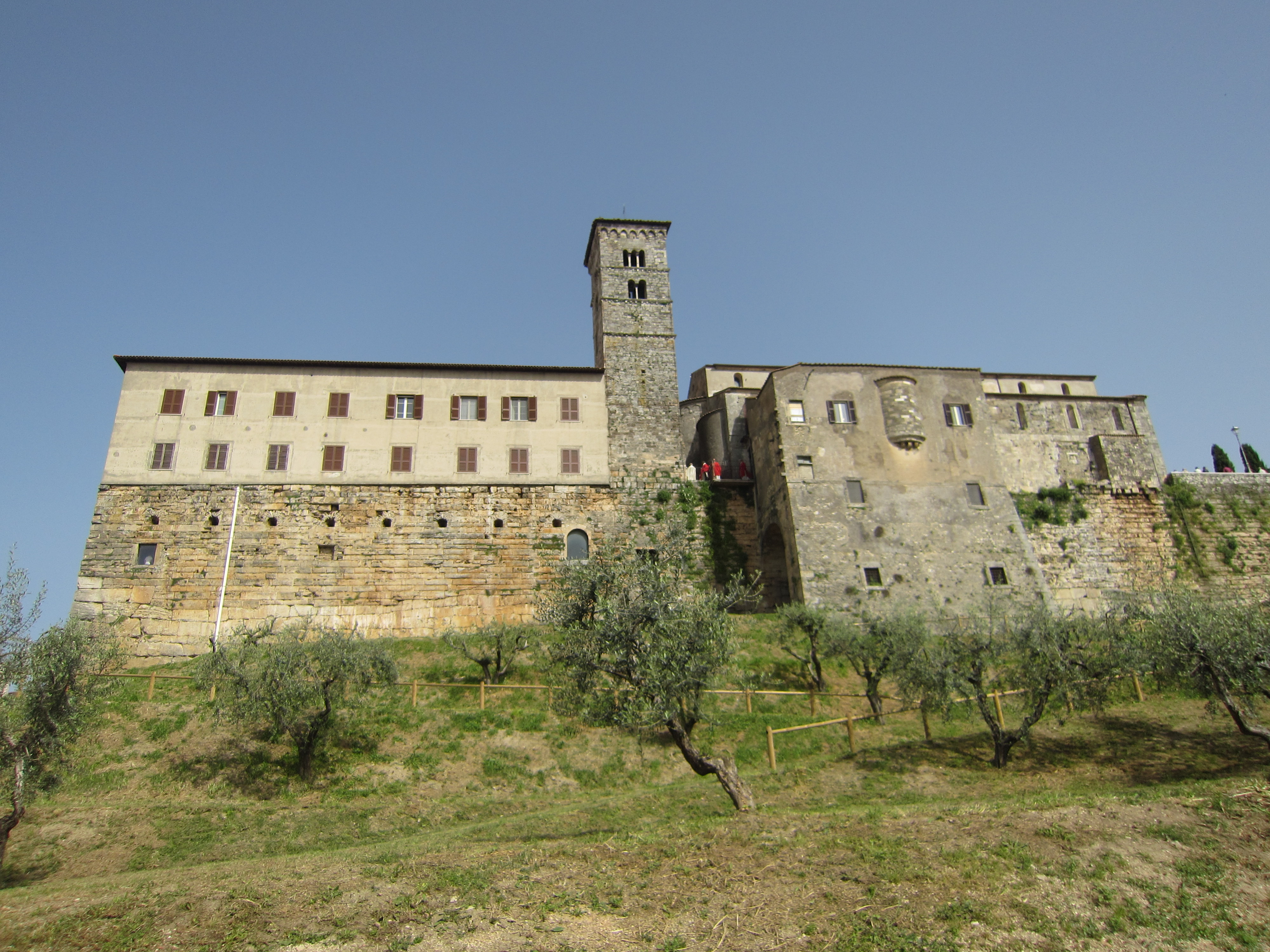
Akropole z biskupské zahrady
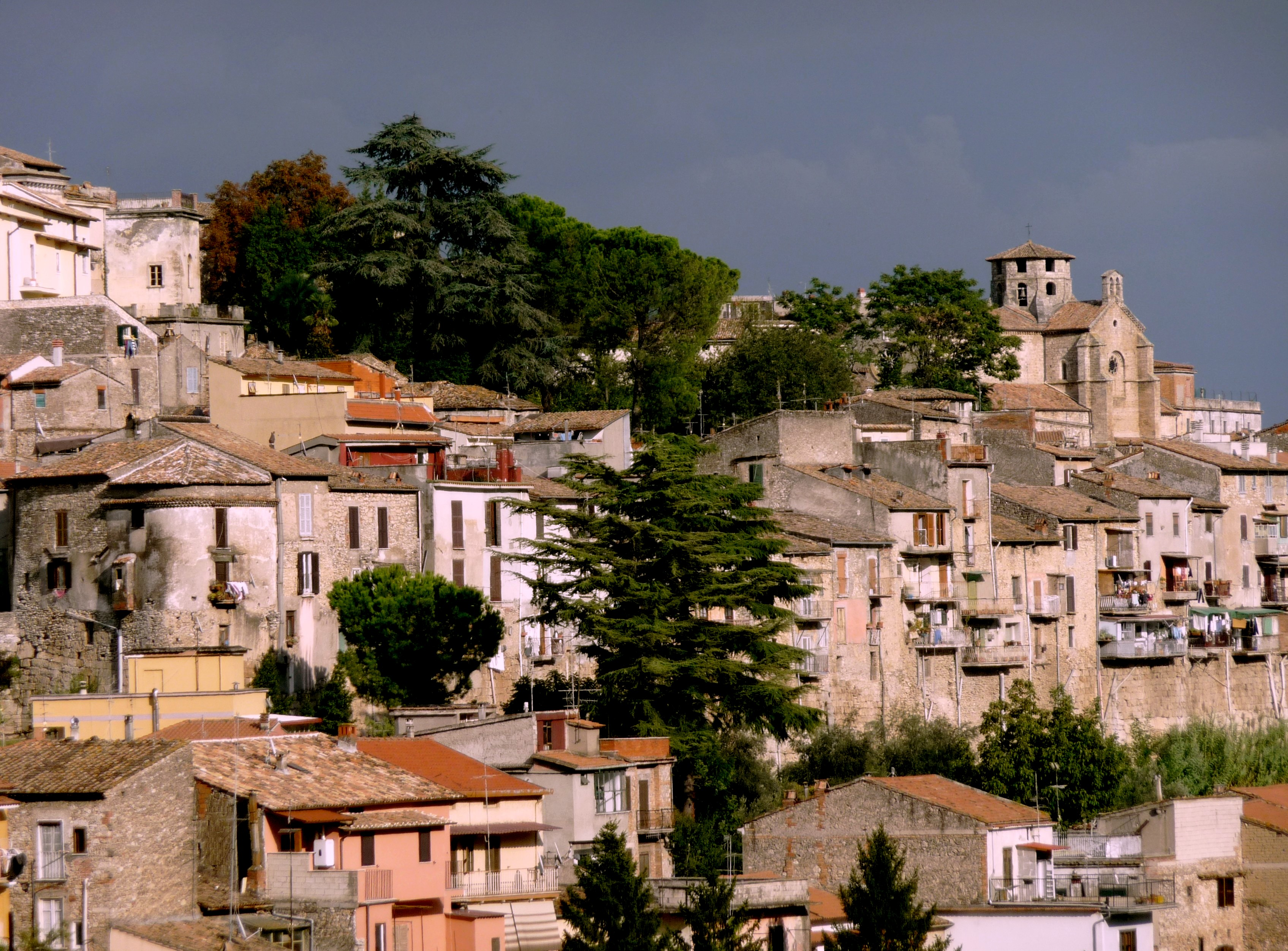
Městské domy
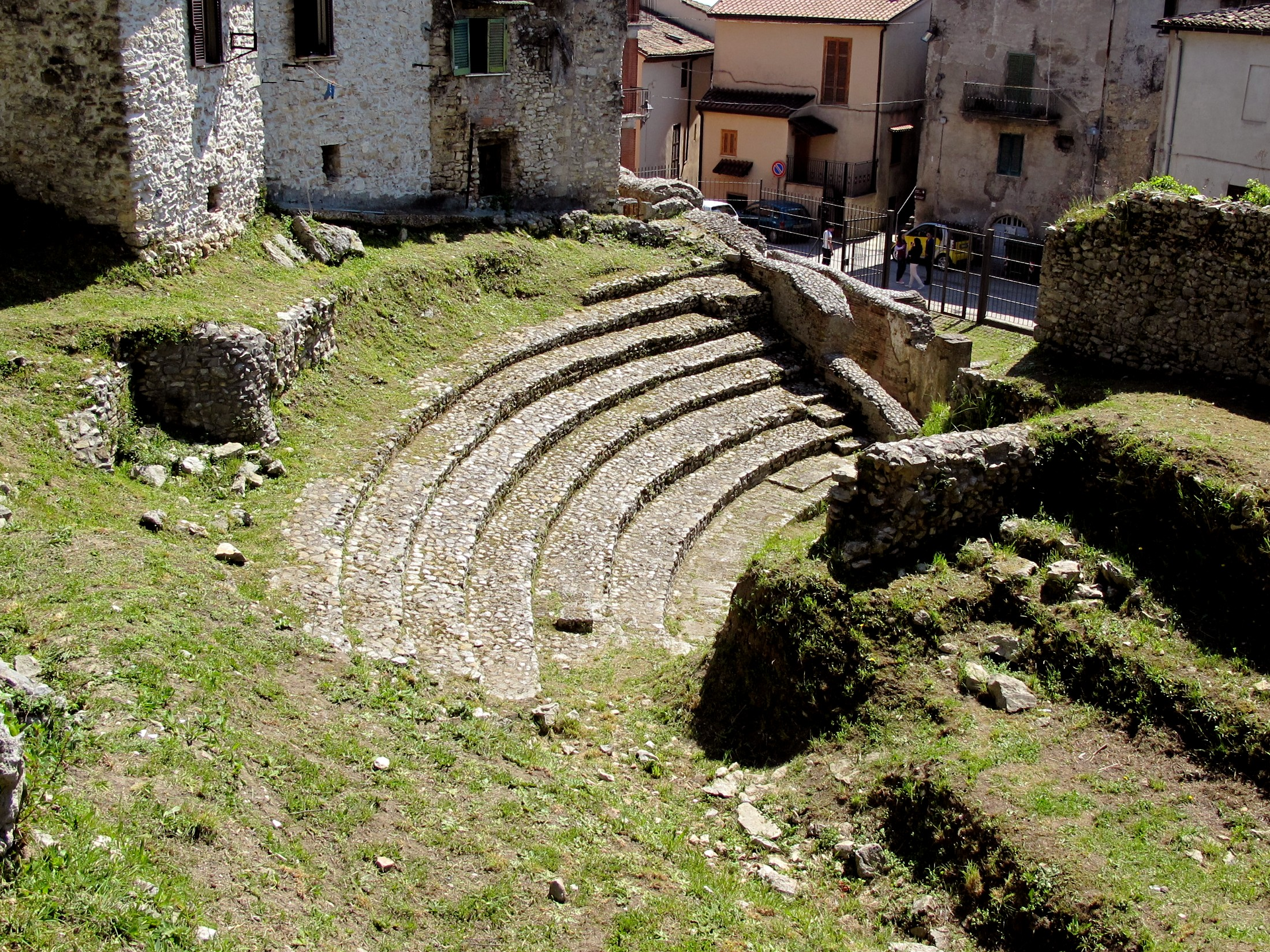
Římské divadlo
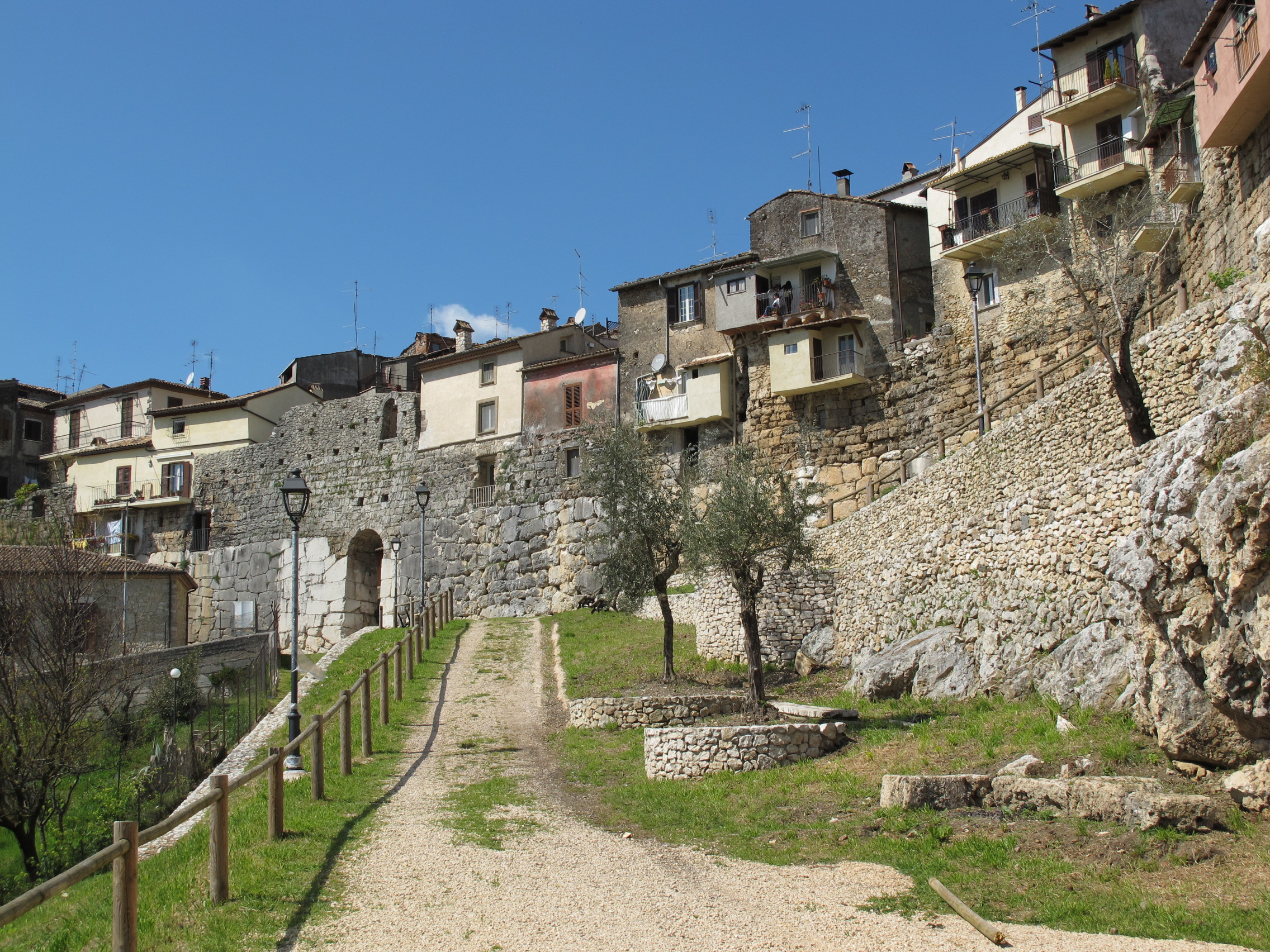
Porta Sanguinaria
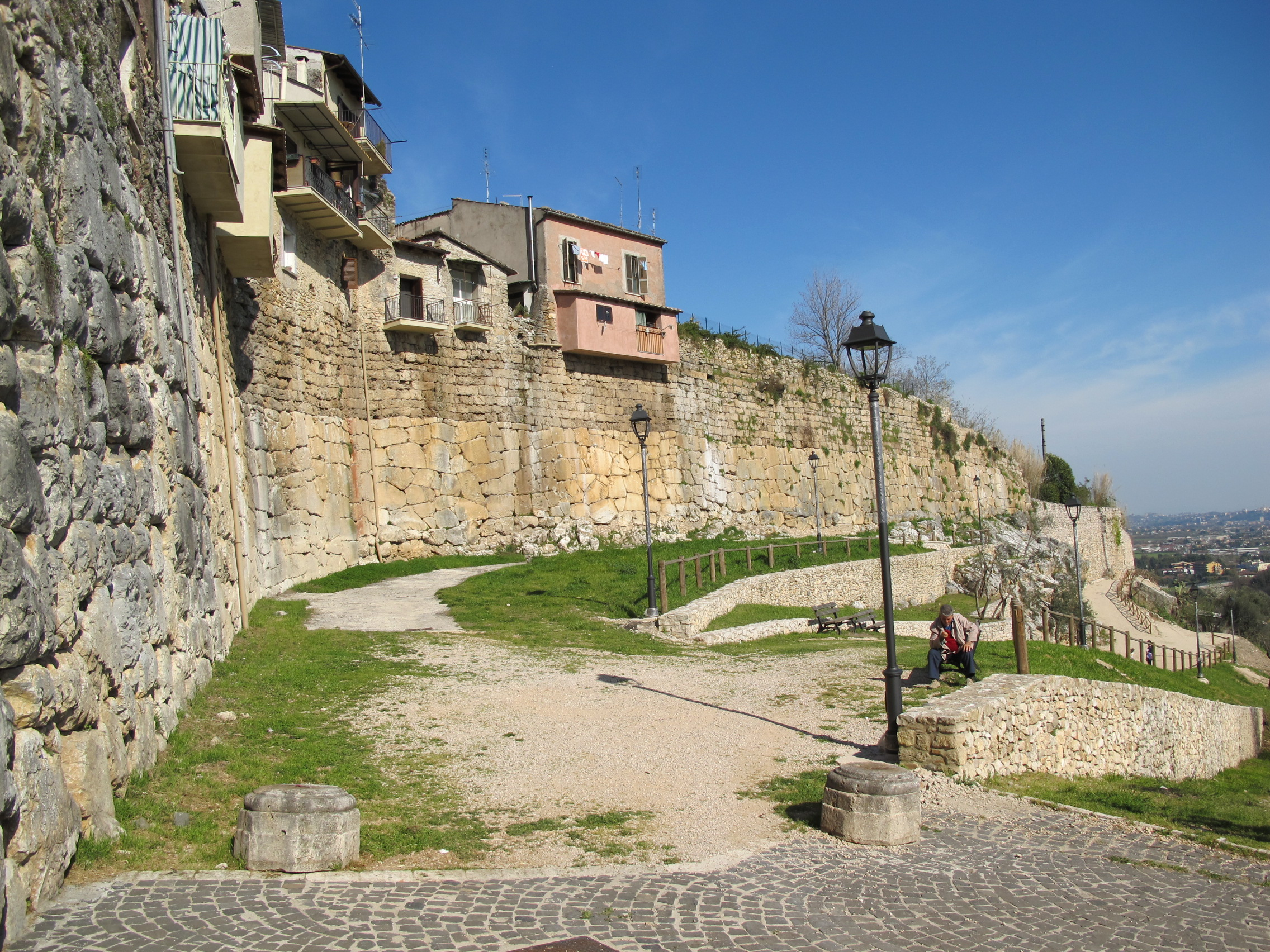
Starověké hradby
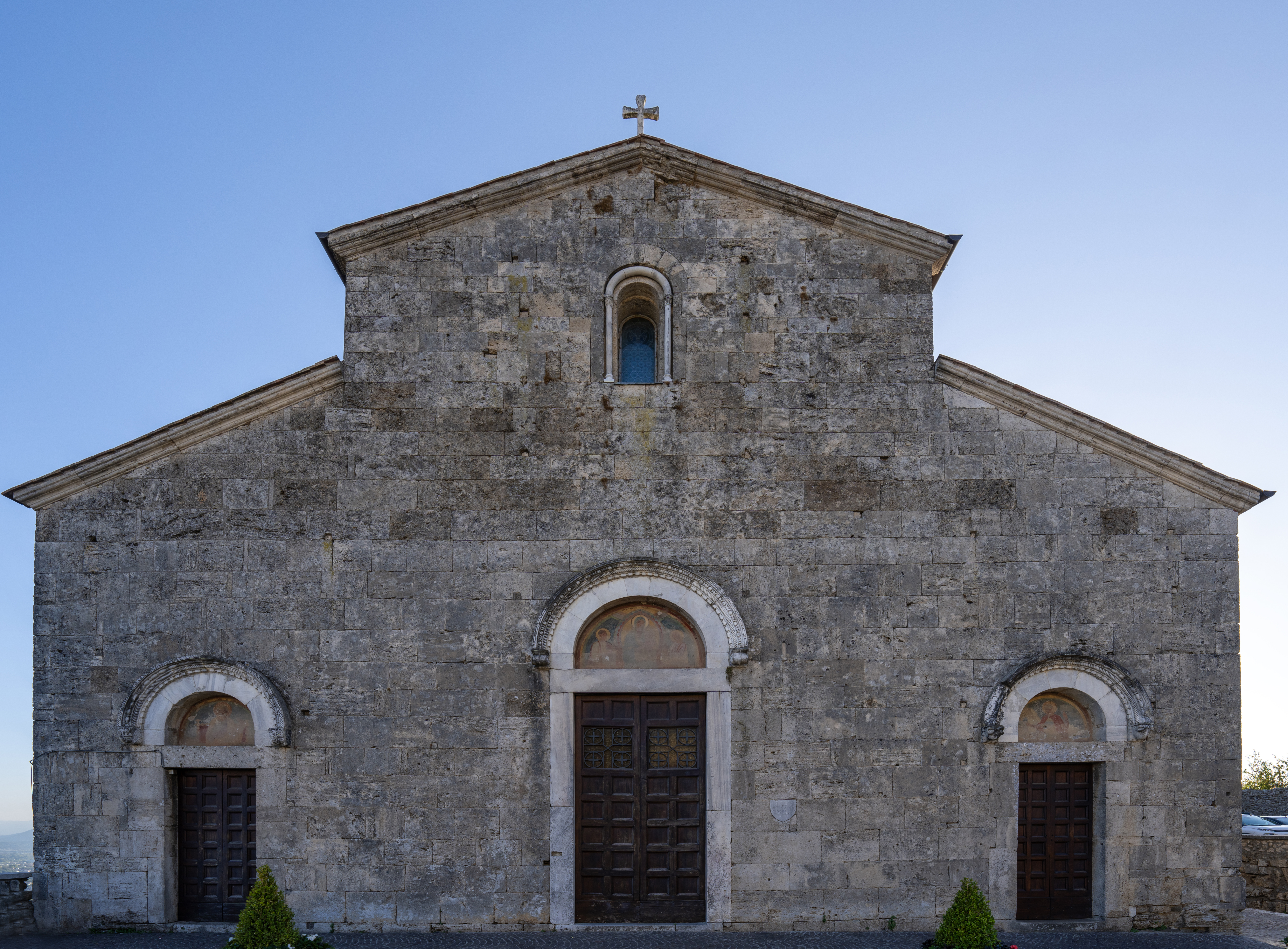
Dóm, průčelí
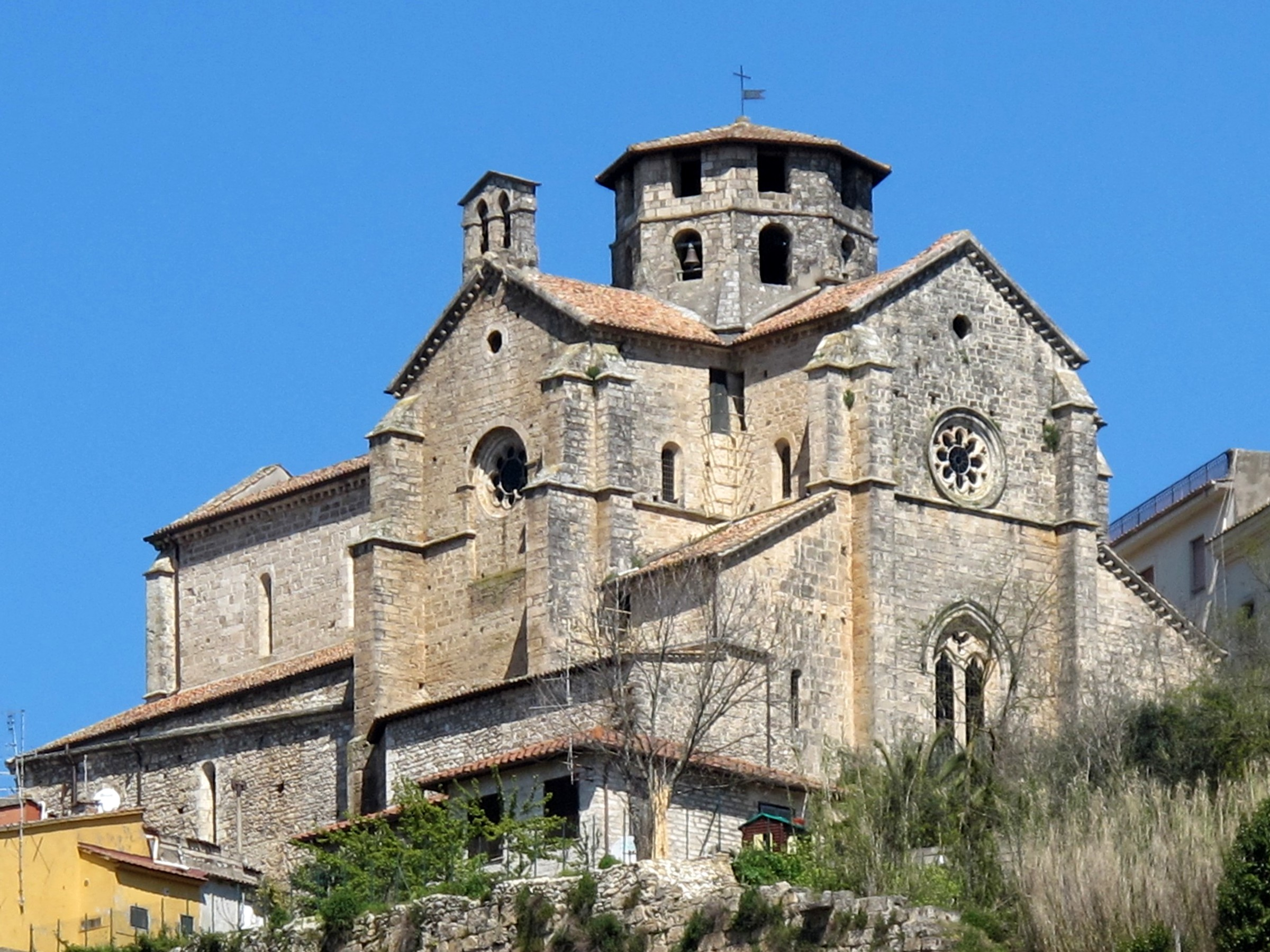
S. M. Maggiore
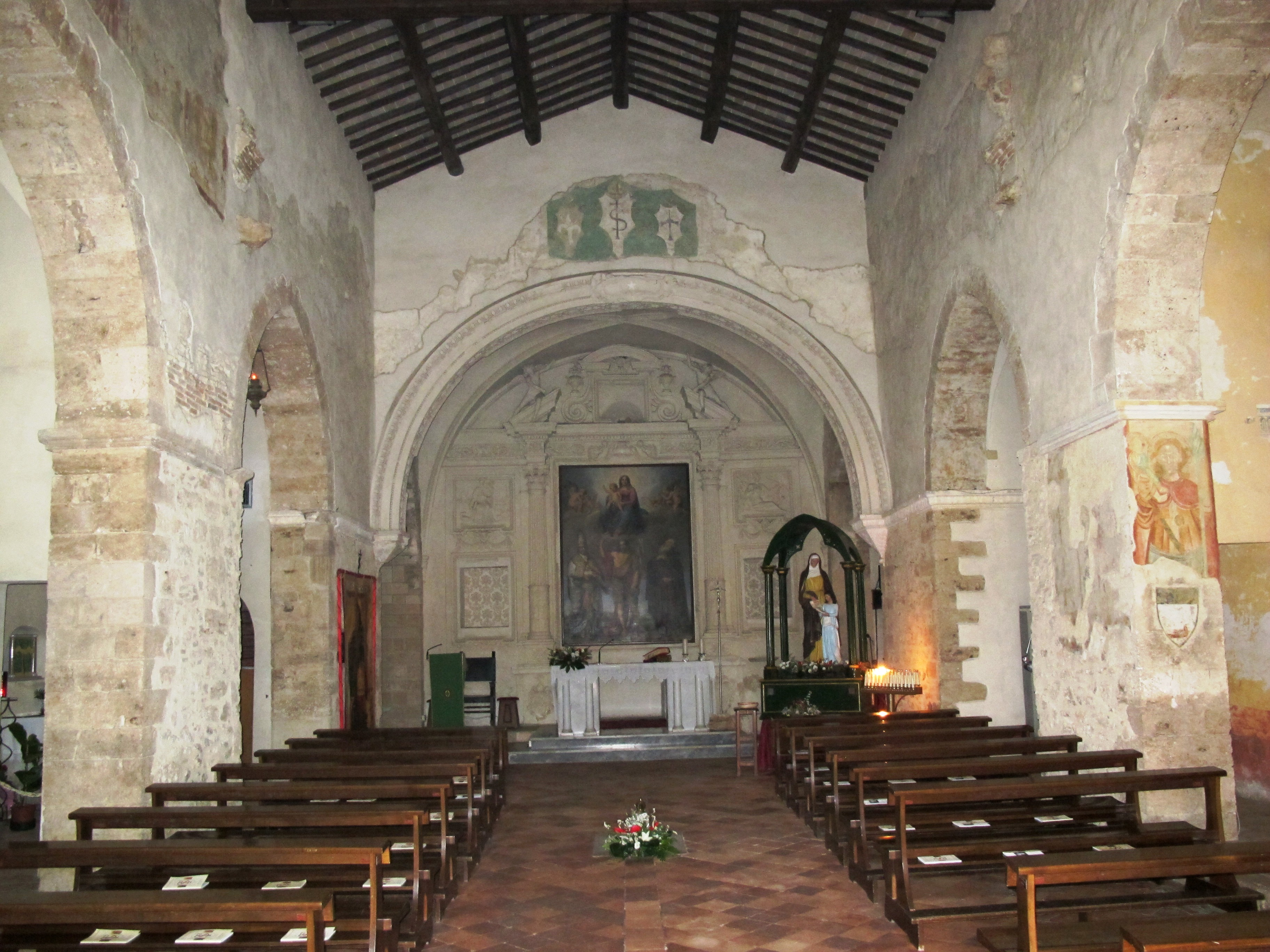
Kostel sv. Antonína, vnitřek